# شمس الضباع (فلم)
شمس الضباع فيلم تونسي من إخراج رضا الباهي سنة 1977.
تم اختياره ضمن فئة أسبوعيّ المخرجين (la Quinzaine des réalisateurs) في مهرجان كان السينمائي 1977.
مُنع الفيلم من التصوير في تونس، لذلك اضطر الباهي إلى إخراج فيلمه في المغرب.

## القصة
في قرية صيد تونسية صغيرة تعيش الاكتفاء الذاتي، يقوم رجال أعمال ألمان بإنشاء بنية تحتية لفنادق، بالتواطؤ مع أعضاء المجالس المحلية. بذلك تنقلب حياة القرويين رأساً على عقب.

## الممثلون
- محمود مرسي (لمين)
- هيلين كتزاراس (مريم)
- احمد السنوسي (الطاهر)
- مديحة كامل
- كامل الشناوي
- العربي الدغمي (إبراهيم الحاج)
- توفيق جويجا (سليم)

## الجوائز
تم اختيار الفيلم في فئة أسبوعيّ المخرجين في مهرجان كان السينمائي 1977. في عام 1979، نال الجائزة الكبرى في مهرجان دمشق السينمائي الدولي، والجائزة الكبرى في مهرجان براديس، والجائزة الكبرى من مهرجان الأفلام الفرانكفونية بنيس. بالإضافة إلى جائزة الفيلم الأفريقي الأصيل في الدورة 6 للمهرجان الأفريقي للسينما واالتلفزيون في واغادوغو.

## روابط خارجية
- مقالات تستعمل روابط فنية بلا صلة مع ويكي بيانات